# Marquesat de Las Amarillas
Marquesat de las Amarillas, és un títol nobiliari espanyol, creat per Felip V, el 19 de maig de 1747, a favor de Francisco Pablo de Ahumada y Villalón. Després de la mort sense descendència de Luisa María de Ahumada y Vera, el títol l'heretà el net de la seva tia Catalina Josefa, Jerónimo Morejon Girón y Moctezuma.

## Marquès de las Amarillas
|                     | Titular                                  | Període             |
| Creació per Felip V | Creació per Felip V                      | Creació per Felip V |
| ------------------- | ---------------------------------------- | ------------------- |
| I                   | Francisco Pablo de Ahumada y Villalón    |                     |
| II                  | Luisa María de Ahumada y Vera            |                     |
| III                 | Jerónimo Morejon Girón y Moctezuma       | -1819               |
| IV                  | Pedro Agustín Girón y de las Casas       | 1819-1842           |
| V                   | Francisco Javier Girón y Ezpeleta        | 1842-1866           |
| VI                  | Pedro Agustín Girón y Aragón             | 1866-1910           |
| VII                 | Agustín Girón y Aragón                   | 1910-1925           |
| VIII                | Ana María Girón y Canthal                | 1926-1972           |
| IX                  | Francisco Javier Chico de Gúzman y Girón | 1973-??             |
| X                   | Francisco Javier Chico de Guzman y March | ?? -2012            |
| XI                  | Álvaro Chico de Guzmán y Boyer           | desde 2014          |

## Història dels marquesos de las Amarillas
- Francisco Pablo de Ahumada y Villalón, I marquès de las Amarillas. Fill de Bartolomé Félix de Ahumada y Ahumada i de Luisa Gertrudis Fernández de Villalón y Narváez.

1. Casat amb Catalina de Vera y Leyva, I marquesa d'Ahumada, en 1710.

- Luisa María de Ahumada y Vera, II marquesa de las Amarillas.

1. Casada amb Agustín de Ahumada y Villalón. Sense descendència. Heretà el seu nebot:

- Jerónimo Morejon Girón y Moctezuma III marquès de las Amarillas.

1. Casat amb Isabel de las Casas y Aragorri. El succeí el seu fill:

- Pedro Agustín Girón y de las Casas, (n.1778), IV marquès de las Amarillas, I duc d'Ahumada.

1. Casat amb María de la Concepción Donate de Ezpeleta y Enrile. El succeí el seu fill:

- Francisco Javier Girón y Ezpeleta (1803-1869), V marquès de las Amarillas, II duc d'Ahumada. Fundador de la Guàrdia Civil.

1. Casat amb Nicolasa de Aragón y Arias de Saavedra. El succeí el seu fill:

- Pedro Agustín Girón y Aragón,(1835-1910), VI marquès de las Amarillas, III duc d'Ahumada.

1. Casat amb Isabel Cristina Messía y de Queralt. Sense descendents. El succeí el seu germà:

- Agustín Girón y Aragón, (1843-1925), VII marquès de las Amarillas, IV Duc d'Ahumada. Casat amb María Dolores Arnero y Peñalver, Dama de la Reina Victòria Eugènia d'Espanya. Sense descendents. El succeí la neta del seu germà Luis María Girón y Aragón: Ana María Girón y Canthal, filla de Francisco Javier Girón y Méndez, V marquès d'Ahumada.

- Ana María Girón y Canthal, (1917-1972), VIII marquesa de las Amarillas, V Duquessa d'Ahumada, reneboda del IV duc d'Ahumada.[1]

1. Casada amb Diego Chico de Guzmán y Mencos,  V comte de la Real Piedad. El succeí el seu fill:

- Francisco Javier Chico de Guzmán y Girón, (n.1944), IX marquès de las Amarillas, VI duc d'Ahumada.[2]

1. Casat amb Leonor March y Cencillo, V comtessa de Pernía, filla del banquer mallorquí Bartolomé March y Servera, propietari de Banca March i d'altres nombroses empreses, i de la seva esposa María Cencillo y González-Campos, IV comtessa de Pernia.

- Francisco Javier Chico de Guzman y March, X marquès de las Amarillas.[3]

1. Casat amb Maya Boyer Ruifernández. El succeí el seu fill:

- Álvaro Chico de Guzmán Boyer, XI marquès de las Amarillas.[4][5]